# 와타나베 무쓰히로

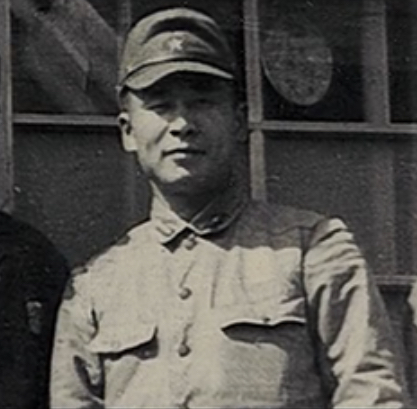

와타나베 무쓰히로(일본어: 渡邊 睦裕)는 일본 제국 육군의 군인이다. 근위보병 제1연대 소속. 최종계급은 육군 중사.